# Багринцева, Ксения Ивановна
Ксения Ивановна Багринцева (19 октября 1922, Ставрополь — 10 августа 2021, Москва) — советский и российский учёный, доктор геолого-минералогических наук, профессор, специалист в области нефтяной и газовой геологии.
Лауреат премии имени Губкина (2010, за «Атлас карбонатных коллекторов месторождений нефти и газа Восточно-Европейской и Сибирской платформ»), Заслуженный деятель науки РФ, Почетный разведчик недр, автор многих научных работ и изобретений.

## Биография
Родилась 19 октября 1922 года.
В 1945 году окончила МГРИ им. С.Орджоникидзе (Московский Геолого-Разведочный Институт) по отделению «Геология: съёмки и поиски месторождений».
В 1952 году защитила кандидатскую диссертацию на тему: «Газоносность угленосных отложений Донецкого бассейна».
В 1972 году защитила докторскую диссертацию на тему «Карбонатные породы-коллекторы нефти и газа и методы их изучения».
С 1971 года работала во ВНИГНИ, где руководила Лабораторией Природных Резервуаров.
В лаборатории работали кандидаты геолого-минералогических наук Г. Е. Белозёрова, Г. Д. Сараева, Я. Н. Перькова, С. В. Суханова, А. М. Хитров, а также сотрудники: Т.Куц, Н.Лысак, Г.Дмитриева (Вадецкая), Е.Миронова, Т.Калиникина, Е.Гадалина, В.Солдатов, Б.Рабутовский.
Под руководством К. И. Багринцевой провели научные исследования и защитили кандидатские диссертации 18 учёных со всего Советского Союза, в том числе: Щеглов, Бакаев, С. В. Суханова, А. М. Хитров, Потапов, Р. С. Сауткин и другие.
Действительный член РАН МССР и России, академик А. Н. Дмитриевский отмечал вклад Багринцевой К. И. в своё научное становление.
Работала главным научным сотрудником ВНИГНИ Всероссийского научно-исследовательского геологического нефтяного института (ВНИГНИ). К. И. Багринцевой создано новое литолого-физическое направление в исследовании карбонатных отложений и внесен существенный вклад в изучение и оценку крупнейших месторождений России (Оренбургское, Вуктыльское, Астраханское, Юрубченское), ряда крупных месторождений Казахстана (Тенгиз, Карачаганак, Жанажол), крупных месторождений Узбекистана, Туркмении, месторождений Кубы Польши, Болгарии, Чехословакии.
Основные направления научных интересов: исследования микроструктур карбонатных пород, изучение трещиноватого горных пород, литология нефтегазоносных формаций, физические свойства горных пород, роль условий седиментации в формировании емкостного пространства и сохранение фильтрационно-емкостных свойств пород коллекторов при погружении на большую глубину.
Умерла 10 августа 2021 года.